# Winter Garden
《Winter Garden》是SM娛樂所製作的冬季特別企劃。其中演繹歌手包括寳兒、f(x)和Red Velvet。其中包含三張單曲並于不同時間釋放出音源。

## 背景與發行
SM娛樂首先透過官方Twitter來宣佈這項冬季特別企劃。其預告照揭示三個數字“15”、“18”和“22”。後來證實f(x)為該企劃單曲的第一主人公，而其中數字並為單曲發佈音源日期。
12月7日，SM娛樂又發佈預告照為有“F”、“R”和“B”的英文字母並宣佈除f(x)之外的其他兩位主人公為Red Velvet和寳兒。

## 單曲詳情
12月15日，該企劃第一主人公f(x)發佈單曲“Wish List（12時25分）”。
12月18日，第二主人公Red Velvet發佈單曲“Wish Tree（三個願望）”
。
12月22日，最後主人公寳兒發佈單曲“Christmas Paradise”。

## 宣傳
SM娛樂透過官方頻道分享其視頻，並邀請粉絲加入“Everyshot WINTER GARDEN”的聯賽活動。其中粉絲可將發表的三張單曲製作成視頻並上傳。比賽于12月12日至31日舉行。
為進一步推廣，f(x)的成員Amber和Luna及Red Velvet的成員Seulgi、Wendy在V APP進行一小時交流。
12月25日，Red Velvet在KBS2《音樂銀行》表演Wish Tree，作爲初舞臺。

## 音樂錄影帶
12月22日，SM娛樂在官方V App、Youtube發佈“Smile for U”的活動，其中包含三首單曲。

## 外部連結
- SM Entertainment 集團官網 （页面存档备份，存于）
- SM 娛樂官網 （页面存档备份，存于）